# Фуглафйордур
Фуглафйордур (фар. Fuglafjørður) — місто на острові Естурой, Фарерські острови.
Місто лежить біля однойменного фіорду, і вважається, що походження назви - або іменник чоловічого роду fuglur, або чоловіче ім'я Fugli. Секрет у тому, що в місті немає пташиних скель, але в минулому на Фарерських островах було багато скребків, і вони були на рівнинах у лісах і луках. Можливо, у лісі за межами Фуглафйордур було особливо багато дятлів і вересових птахів. Але якщо походження чоловічого імені, то можна припустити, що Фуглі був одним із поселенців у селі.
У фіорді на південному рукаві Фуглафйордур є джерело під назвою Вармакельда. Вода, що витікає з нього, лише на 10 градусів тепліша, ніж в інших джерелах. Був звичай молоді сусідніх сіл збиратися тут на Іваньдан для танців і спілкування. За ці роки з цього вийшло багато шлюбів. Коли відбуваються сільські збори у Вармакельді, також було звичайною справою проводити публічні збори та танцювати на місці, але в 2007 році публічні збори відбулися біля Культурного центру в селі.
У 1849 році люди переїхали з Фуглафйордура й оселилися в Геллур, а в 1985 році перші будинки з'явилися в Камбсдалурі, який лежить в 3 км на південь від міста. Сьогодні в Камбсдалурі проживає лише 200 осіб.
Муніципалітети Фуглафйордур і Естурой спільно володіють і управляють спортивним залом і залом для зустрічей у Kambsdalur.
Фуглафйордур є портом, тому там багато діяльності, пов’язаної з рибною промисловістю. У 1964 році заснований оселедцевий завод, який за ці роки отримав значний розвиток і є найбільшим роботодавцем у місті.
Міська бібліотека розташована в залах старої школи 1882 року в центрі села.
Кілька років тому в місті був побудований будинок культури, який широко використовується для проведення концертів та інших заходів.